# Rockmart
Rockmart és una població dels Estats Units a l'estat de Geòrgia. Segons el cens del 2000 tenia 3.870 habitants.

## Demografia
Segons el cens del 2000, Rockmart tenia 3.870 habitants, 1.541 habitatges, i 1.027 famílies. La densitat de població era de 344,3 habitants/km².
Dels 1.541 habitatges en un 31,9% hi vivien nens de menys de 18 anys, en un 45,6% hi vivien parelles casades, en un 16,8% dones solteres, i en un 33,3% no eren unitats familiars. En el 29,8% dels habitatges hi vivien persones soles el 14% de les quals corresponia a persones de 65 anys o més que vivien soles. El nombre mitjà de persones vivint en cada habitatge era de 2,47 i el nombre mitjà de persones que vivien en cada família era de 3,04.
Per edats la població es repartia de la següent manera: un 26,7% tenia menys de 18 anys, un 8,7% entre 18 i 24, un 27,3% entre 25 i 44, un 20,6% de 45 a 60 i un 16,7% 65 anys o més.
L'edat mediana era de 35 anys. Per cada 100 dones de 18 o més anys hi havia 77,3 homes.
La renda mediana per habitatge era de 32.171 $ i la renda mediana per família de 36.906 $. Els homes tenien una renda mediana de 31.714 $ mentre que les dones 22.381 $. La renda per capita de la població era de 16.272 $. Entorn del 12,8% de les famílies i el 16,9% de la població estaven per davall del llindar de pobresa.

## Poblacions més properes
El següent diagrama mostra les poblacions més properes.